# Samantha Dewey
Samantha Dewey (20 februari 1997) is een voetbalspeelster uit de Verenigde Staten van Amerika.
In februari 2020 tekende Dewey een contract bij het Spaanse Real Betis, waarmee ze de Amerikaanse universiteits-competitie verliet om in de Spaanse Primera División Femenina te gaan spelen.
In de zomer van 2020 tekent ze een contract bij sc Heerenveen, waarmee ze in de Vrouwen Eredivisie uitkomt. In januari 2022 maakt Heerenveen bekend dat ze drie buitenlandse speelsters laat gaan, en Dewey is er daar een van.

## Statistieken
| Seizoen | Club          | Land      | Competitie                | Wedstrijden | Doelpunten |
| ------- | ------------- | --------- | ------------------------- | ----------- | ---------- |
| 2019/20 | Real Betis    | Spanje    | Primera División Femenina | 3           |            |
| 2020/21 | sc Heerenveen | Nederland | Vrouwen Eredivisie        | 10          | 1          |
| 2021/22 | Heerenveen    | Nederland | Vrouwen Eredivisie        |             |            |
| Totaal  | Totaal        | Totaal    | Totaal                    | 13          | 1          |

Laatste update: sep 2021
1 Resink ·
3 Meijer ·
4 Smits ·
5 Teijema ·
6 Schouwstra ·
8 De Haas ·
9 Maatman ·
10 Van Beijeren ·
11 Iedema ·
12 Appelmann ·
13 Van Rheenen ·
14 Van Vilsteren ·
15 Macleane ·
15 Brouwer ·
16 Nassette ·
17 Udink ·
18 Kerkhof ·
20 Stockmar ·
21 Maass ·
22 Thurkow ·
24 Werther ·
25 Zwart ·
25 Speek ·
30 Faber ·
32 Van der Velde ·
36 Biegbudu ·
38 Hiemstra ·
Coach: Tarvajärvi